# Alford (Australie)
Pour les articles homonymes, voir Alford.
Alford est un village situé en Australie-Méridionale. Il est à mi-chemin entre les villes de Kadina et Port Broughton.

## Environnement
Le relief naturel est vallonné de plaines fertiles, offrant souvent une région riche en calcaire.

## Économie
Fondée grâce à l'industrie agricole, qui entoure le canton, la plupart de la végétation qui y était naturellement a été défriché afin d'être productive en blé et en orge sur de nombreux hectares.
L'agriculture mixte et les pâturages y sont aussi présents.

## Histoire
Le gouvernement d'Australie du sud a sondé le canton en 1882, en le nommant d'après le pionnier et membre fondateur de la South Australia Police, Henri Inman, en 1838.
Les premiers blocs ont été vendus aux enchères en septembre 1882. Quelques années plus tard, il y avait une petite ville comprenant un hôtel, un magasin général, des églises, écoles, ainsi que d'un forgeron pour la communauté agricole environnante. le premier échange téléphonique automatique de l'État a été testé dans ce village.